# میرزا محمد رحیم طبیب اصفهانی
میرزا محمد رحیم طبیب اصفهانی حکیم‌باشی شاه سلطان حسین، پدر عبدالباقی طبیب اصفهانی و از اعضای خاندان حکیم سلمان بود. وی در ذی‌الحجه سال ۱۱۰۵ به این مقام منسوب شد. میرزا محمد رحیم بر شاه نفوذ فراوان داشت و دسیسه‌های او و سایر درباریان منجر به عزل فتحعلی خان داغستانی شد و در سرنگونی صفویان همراه با عبدالله خان (فرمانده کل سپاه) نقش داشت.

## تبارنامه خاندان
- حکیم سلمان
  - حکیم احمد
    - حکیم محمدرضا
      - حکیم محمدعلی
        - میرزا محمدحسین حکیم‌باشی
          - میرزا محمد حکیم‌باشی
            - بیدل شیرازی

    - میرزا محمدباقر
      - (؟)
        - نامی اصفهانی

      - میرزا محمد رحیم
        - میرزا عبدالوهاب
        - طبیب اصفهانی
          - میرزا محمدرحیم کلانتر
            - میرزا عبدالباقی دوم
            - معتمدالدوله نشاط
            - میرزا محمدعلی کلانتر
              - حاج میرزا رحیم
                - حاج میرزا محمدعلی